# تومي جيمس
تومي جيمس (بالإنجليزية: Tommy James)‏ هو موسيقي ومغني أمريكي، ولد في 29 أبريل 1947 في دايتون في الولايات المتحدة.

## وصلات خارجية
- الموقع الرسمي
- تومي جيمس على موقع IMDb (الإنجليزية)
- تومي جيمس على موقع ميوزك برينز (الإنجليزية)
- تومي جيمس على موقع إن إن دي بي (الإنجليزية)
- تومي جيمس على موقع ديسكوغز (الإنجليزية)